# Possessão (1981)
Possession (em português: Possessão) é um filme de terror coproduzido por França e Alemanha, dirigido por Andrzej Żuławski e lançado em 1981.

## Enredo
Após retornar de uma longa viagem, tudo que Marc quer é encontrar sua esposa Anna e seu filho novamente. No entanto, assim que chega à Berlim, Marc percebe que Anna mudou radicalmente de comportamento e, assim que pode, ela pede o divórcio. O homem inicialmente suspeita que Anna foi infiel a ele. Contudo, os eventos dão uma guinada sinistra e Marc percebe que está em uma situação macabra.

## Elenco
- Isabelle Adjani como Anna / Helen
- Sam Neill como Mark
- Margit Carstensen como Margit Gluckmeister
- Heinz Bennent como Heinrich
- Johanna Hofer como mãe de Heinrich
- Carl Duering como Detetive
- Shaun Lawton como Zimmermann
- Michael Hogben como Bob
- Maximilian Rüthlein como homem com meias cor de rosa
- Thomas Frey como acólito das meias cor-de-rosa
- Leslie Malton como Sara, mulher com pé torto
- Gerd Neubert como bêbado do metrô

## Temas
Tentando classificar Possession, os críticos traçaram paralelos com Repulsion, de Roman Polanski, e The Brood, de David Cronenberg. Apesar de ser referido como um drama psicológico, horror psicológico, e horror sobrenatural, o gênero do filme ainda é uma questão de controvérsia. Como J. Hoberman observa: "Feito com um elenco internacional na ainda dividida Berlim, o filme começa como um filme de término de relacionamento invulgarmente violento, toma um rumo extremamente nojento em direção a um colapso psicológico no estilo Repulsion, evolui para o horror corporal de vanguarda dos anos 70 (Eraserhead ou The Brood) e termina no reino da metafísica pulp como em I Married a Monster from Outer Space."
Vários críticos negam que a criatura com tentáculos exista na realidade física: pode ser um reflexo da psicose de Anna; o produto da consciência inflamada de Mark, incapaz de aceitar a traição de sua esposa; ou uma espécie de vingança do diretor traumatizado por seu próprio divórcio de sua ex-esposa.
Alguns que escreveram sobre Possession prestaram atenção ao motivo do doppelgänger ao longo do filme. Ambos os cônjuges morrem, mas são substituídos por duplos, modelos ideais de marido e mulher. Anna "faz crescer" um duplo de Mark a partir da criatura, um amante infatigável que está sempre ao seu lado. O verdadeiro Mark encontra uma cópia de Anna na pessoa da professora Helen – ela é uma personagem gentil e não exige nada de Mark, sendo uma "dona de casa ideal".

### Contexto sociopolítico
Como no caso de Diabeł, o diretor colocou o subtexto político sob a camada de horror expressivo após escolher deliberadamente Berlim por ser o ponto menos remoto da Polônia e de outros países do bloco socialista europeu. O enredo de Possession não se limita a uma descrição autobiográfica de um rompimento difícil, separação e desintegração conjugal nas relações familiares – naquela época, Żuławski também experimentou uma separação final da Polônia. Duas casas no filme – a moderna, que é o apartamento de Mark e Anna, e a velha casa abandonada em Kreuzberg, onde Anna esconde a criatura parecida com uma lula – estão localizadas ao lado do Muro. O filme contém elementos de um thriller de espionagem. Mark, um agente de inteligência, deixa seu emprego por sua família. Anna deixa sua família para se tornar uma "agente das forças das trevas". O confronto termina com a morte de ambos, e nos últimos frames do filme, há uma alusão direta (sons de sirenes e estrondos de explosões) ao conflito armado iniciado na cidade dividida em duas, que pode terminar numa guerra nuclear.
O acadêmico Bartłomiej Paszylk escreve que as metáforas presentes no filme também representam "um país em desintegração. O próprio fato de o filme se passar na Berlim Ocidental da era da Guerra Fria é bastante significativo para a metáfora do divórcio — o muro que a separa de Berlim Oriental é um símbolo de desconexão do que antes era unido — mas a intenção adicional [de Żuławski] pode ter sido que o muro de Berlim simbolizasse a Cortina de Ferro, e que a Alemanha simbolizasse a Polônia, um país que ele teve que deixar para continuar fazendo filmes."

## Lançamento
Possession teve sua estreia mundial no 34º Festival de Cinema de Cannes, e foi lançado na França em 27 de maio de 1981. Após um lançamento inicial limitado no cinema no Reino Unido, o filme foi banido como um dos notórios "vídeos desagradáveis". Nas telas americanas, saiu em uma versão cortada de 81 minutos fortemente editada pela Limelight International Films na véspera do Halloween de 1983, tendo perdido mais de um terço de seu tempo de execução; o distribuidor transformou Possession em um horror corporal excêntrico, eliminando quase completamente o tema principal do doloroso colapso do casamento. Esta versão foi ridicularizada pela imprensa americana como um exemplo de "um Grand Guignol barato" e não teve sucesso de público.
Uma nova restauração 4K do filme pela Metrograph estreou nos Estados Unidos no Fantastic Fest em setembro de 2021 e se expandiu nacionalmente em 15 de outubro.

## Recepção crítica
No Rotten Tomatoes, o filme recebeu aprovação de 86% da crítica especializada. No Metacritic, o filme recebeu uma classificação de 72 pontos numa escala que vai até 100, indicando "críticas geralmente favoráveis".
Possession recebeu uma resposta crítica morna quando foi lançado inicialmente no verão de 1981. Derek Malcolm, do The Guardian, afirmou que, embora Żuławski demonstrasse talento e os efeitos especiais fossem inesquecíveis, o filme em si era sério demais para seu próprio bem. Dennis Schwartz, do Ozus' World Movie Reviews, deu ao filme uma nota "C+", chamando-o de "[uma] estranheza cult demente intransigente". Leonard Maltin escreveu sobre o filme: "Adjani 'cria' um monstro, para consternação do marido Neill, do amante Bennent - e do espectador", considerando o filme um "drama confuso de assassinato, horror, intriga, embora tudo seja dirigido de forma atraente". Vincent Canby, do The New York Times, escreveu: "Às vezes, a possessão em cores vivas lembra a repulsão em preto e branco de Roman Polanski, embora apenas porque a Srta. Adjani é obrigada a fatiar tantas vítimas masculinas quanto Catherine Deneuve fez no filme anterior, muito melhor."
A Variety deu ao filme uma crítica positiva, elogiando a direção, o simbolismo e o ritmo de Żuławski, escrevendo "uma massa de símbolos e uma direção brilhante e desenfreada fundem esta história díspar em um filme que poderia obter seguidores cult em seus muitos níveis de simbolismo e exploração".
Harry Haun, do New York Daily News, criticou alternadamente o filme, concedendo-lhe uma estrela e meia de quatro e escrevendo que o "ato louco premiado de Adjani é impossível de avaliar porque o filme em que está também é absurdamente desequilibrado... Qualquer diálogo que acompanhe essa bagunça pareceria ridículo". Joe Baltake, do Philadelphia Daily News, considerou o filme uma "tentativa chata e elegante de um grupo de cineastas franceses, alemães e poloneses respeitáveis" e avaliou a atuação de Adjani como "balbuciante, incoerente, mas cativante". Em sua crítica, no entanto, Baltake admitiu que a versão truncada do filme que ele viu - cortada em aproximadamente 50 minutos - pode ter contribuído para a incoerência do filme.  O escritor Maitland McDonagh acreditava que o lançamento inicial do filme na América, onde foi comercializado como um filme de terror e exibido em cinemas de terror, foi um erro, e deveria ter sido lançado em cinemas de arte, onde teria obtido uma recepção melhor.

### Legado
Nos anos seguintes ao seu lançamento, Possession acumulou seguidores cult. O estudioso de cinema Bartłomiej Paszylk considerou-o "um dos filmes de terror mais enigmáticos e intransigentes da história do cinema".
O escritor Kim Newman considera Possession um "filme kitsch", observando: "Zulawski leva seu filme muito a sério, mas é divertido do mesmo jeito... [ele] enlouquece com sua câmera, tem tudo na cena pintado de azul e encoraja suas estrelas a atacar seus papéis com uma espécie de histeria estilizada rara fora do teatro japonês." Newman também comparou elementos do personagem de Adjani ao de Samantha Eggar em The Brood (1979). Tom Huddleston, da Time Out, deu a classificação de estrelas perfeitas e escreveu "Há muitos filmes que parecem ter sido feitos por loucos. Possessão pode ser o único filme existente que é louco: imprevisível, horrível, seus momentos de lucidez aterrorizante servindo apenas para destacar a perturbação impressionante em seu núcleo. Extrema, mas essencial visualização." Da mesma forma, Budd Wilkins, da Slant Magazine, deu ao filme 4/4 estrelas, dizendo que "Muitos diretores aproveitaram ao máximo a beleza francesa exótica e etérea de Adjani; apenas Zulawski viu além da superfície requintada algo perturbador. O mais desconcertante é a maneira como Adjani pode registrar uma intenção quase demoníaca, sem nunca perder algum traço do atraente." Ben Sachs, do Chicago Reader, chamou-o de uma "obra-prima confusa".
O filme está incluído na lista dos maiores filmes de todos os tempos da Sight & Sound. Michael Brooke comentou em 2011: "Embora seja fácil ver por que foi rotulado como um filme de terror, sua primeira metade apresenta o que ainda é um dos retratos mais visceralmente vívidos de um relacionamento em desintegração, mas comprometido com o cinema, rivalizando confortavelmente com Anticristo de Lars von Trier, The Brood de David Cronenberg e Scener ur ett äktenskap de Ingmar Bergman." Analisando o lançamento do filme em Blu-ray em 2013, Michael Dodd, da Bring The Noise, ficou igualmente impressionado com o que chamou de "uma exploração intensa do colapso conjugal". Ele argumentou que isso fez de Possession "um dos poucos filmes de terror que constrói com sucesso uma história de fundo para seus personagens principais". Ao analisar o lançamento do filme em Blu-ray, Andrew Pollard, da revista britânica Starburst, classificou o filme com oito de dez estrelas, chamando-o de "um esforço visceral, violento, errático e penetrante que cutuca e provoca seu público sempre que pode"; Pollard também elogiou as performances de Adjani e Neill, os efeitos práticos e o tom perturbador. Em sua análise da restauração 4K, David Fear, da Rolling Stone, elogiou o filme como "uma resposta de terror corporal a Kramer vs. Kramer" e afirmou que a restauração era "de cair o queixo".
O videoclipe de "Voodoo in My Blood" (2016) do Massive Attack homenageia a cena do metrô, com Rosamund Pike usando um vestido longo e dançando loucamente em uma passagem subterrânea para pedestres. O diretor Ringan Ledwidge reconheceu a influência, chamando a si mesmo de "um grande fã de" Possession.

## Sources
- Maltin, Leonard (1994). Leonard Maltin's Movie and Video Guide. [S.l.]: Plume. ISBN 978-0-452-27327-6
- Newman, Kim (2011). Nightmare Movies: Horror on Screen Since the 1960s Revised ed. [S.l.]: A&C Black. ISBN 978-1-408-80503-9
- Paszylk, Bartłomiej (2009). The Pleasure and Pain of Cult Horror Films: An Historical Survey. Jefferson, North Carolina: McFarland. ISBN 978-0-786-45327-6
- Żuławski, Andrzej; Kim, Renata (2011). Żuławski. Ostatnie słowo (em polaco). [S.l.]: Czerwone i Czarne. p. 240. ISBN 978-8377000199
- Mazierska, Ewa; Goddard, Michael (2014). Polish Cinema in a Transnational Context. [S.l.]: Boydell & Brewer. p. 333. ISBN 9781580464680
- Atkinson, Michael (2008). Exile Cinema: Filmmakers at Work Beyond Hollywood. Col: Horizons of Cinema. [S.l.]: SUNY Press. p. 217. ISBN 9780791473788
- Pyzik, Agata (2014). Poor but Sexy: Culture Clashes in Europe East and West. [S.l.]: John Hunt Publishing. p. 309. ISBN 9781780993959